# Jakov Gotovac

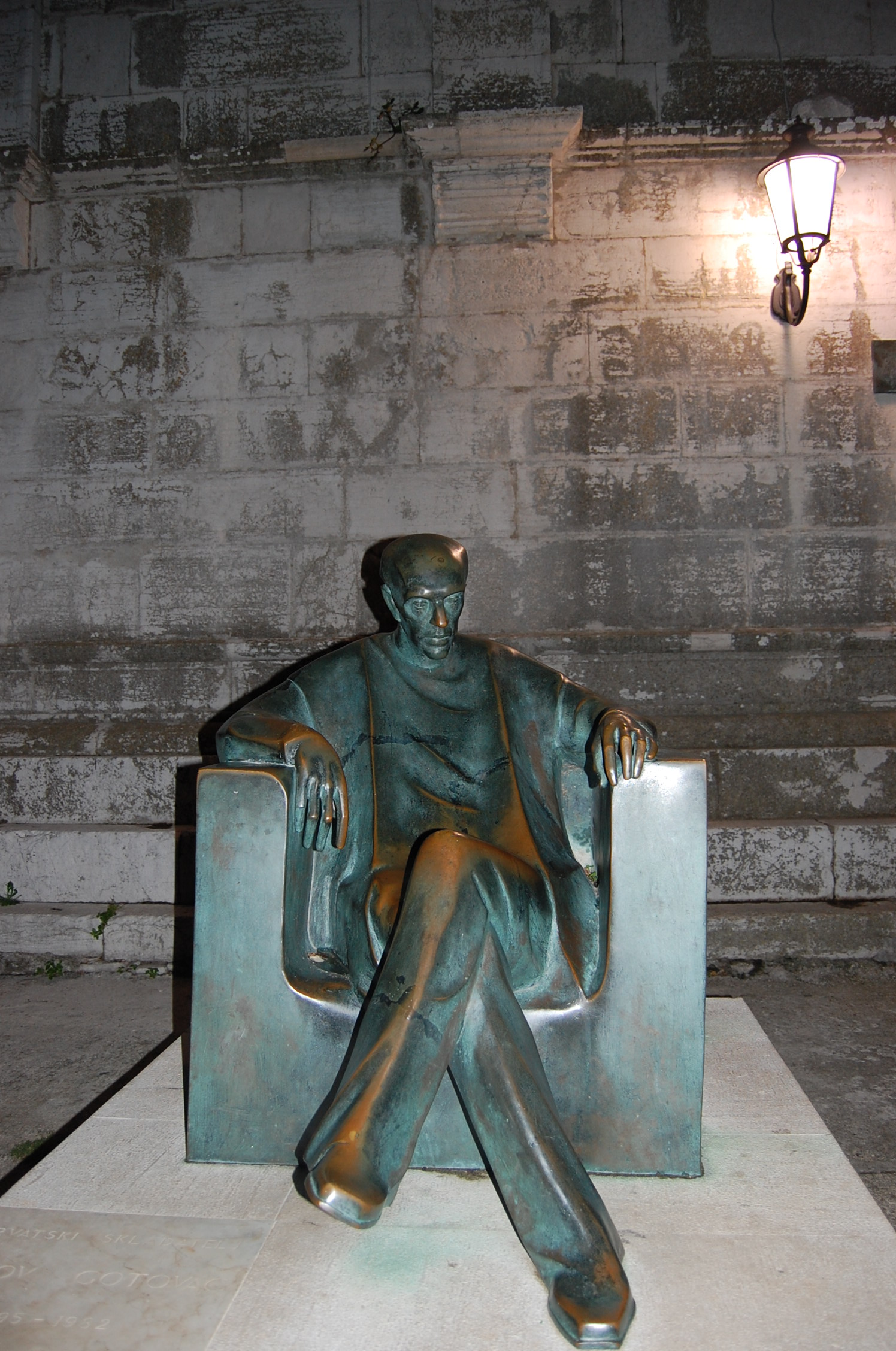
Monumento a Jakov Gotovac en Osor.

Jakov Gotovac (Split, 11 de octubre de 1895 - Zagreb, 16 de octubre de 1982) fue un compositor y director de orquesta croata de música clásica. Es autor de la ópera más famosa en croata, la cómica Ero s onoga svijeta ("Ero el bromista"), que se estrenó en Zagreb en 1935.

## Biografía
Gotovac nació en Split (entonces parte de Austria-Hungría) e inicialmente tení poca educación formal en música, si es que tuvo alguna. Jakov fue afortunado al verse animado y apoyado por Josip Hatze, Cyril Metoděj Hrazdira y Antun Dobronić quienes le instilaron una orientación nacionalista en música. Comenzó como estudiante de Derecho en Zagreb, pero pasó a escribir música en 1920. En Viena, él estudió en la clase de Johan Marx.
De vuelta a casa, en 1922 fundó la Sociedad Filarmónica en Šibenik. En 1923 se trasladó a Zagreb, donde siguió trabajando como director y compositor hasta su muerte. Entre 1923 y 1958, fue director de ópera en el Teatro Nacional de Croacia (Hrvatsko narodno kazalište), y líder de una sociedad musical académica Mladost, y del coro Vladimir Nazor.
Su obra más conocida es sin duda Ero,  que se ha interpretado en todos los continentes excepto en Australia, y traducida a nueve idiomas, con su libreto escrito por Milan Begović. Se ha representado en más de 80 teatros tan solo contando Europa. También escribió otras obras para orquesta así como música vocal, piezas para piano, y otras.
En sus obras, Gotovac representa el romanticismo nacional tardío, siendo el folklore nacional la principal fuente de ideas e inspiración. Musicalmente prefiere texturas homofónicas, y estructuras armónicas bastante sencillas que estuvieran a la altura del lenguaje folclórico que admiraba.
Gotovac murió a los 87 años de edad en Zagreb (entonces Yugoslavia).

## Obras

### Orquestales
- Simfonijsko kolo (Kolo sinfónico) op. 12 1926
- Pjesma i ples s Balkana (Canto y baile de los Balcanes) op. 16 1939
- Orači (Hombres) op.18 1937
- Guslar (Tocador de Gusle) op.22 1940
- Dinarka (La dama de Dinara) 1945
- Plesovi od Bunjevaca (Los bailes de Bunjevci) 1960

### Corales
- 2 Scherzos 1916
- 2 pjesme za muški zbor (dos canciones para coro masculino) 1918
- 2 pjesme čuda i smijeha (2 canciones de maravilla y alegría) 1924
- Koleda 1925
- Dubravka. Pastorale para Coro & Orquesta, texto de Ivan Gundulić op. 13 (1927–28)
- 3 momačka zbora (3 coros de niños) 1932
- Pjesme vječnog jada (Canciones de tristeza eterna) (1939)
- Pjesme zanosa (Canciones de alegría) 1955

### Obras vocales para solista
- Djevojka i mjesec (Una chica y la luna) para alto & orquesta 1917
- Erotski moment za glas i glasovir (momentos eróticos para voz & piano) 1929
- 2 Sonate za bariton i orkestar (2 sonatas para barítono & orquesta) 1921
- Pjesme djevojčice za jedan glas i glasovir (Canciones para voz de muchacha & piano) 1923
- Gradom za glas i glasovir (A través de la ciudad para voz & piano)
- Rizvan-aga za bariton i orkestar (Rizvan-aga para barítono & orquesta 1938
- Pjesme čežnje za glas i orkestar (Canciones de pasión para voz & orquesta) (1939)

### Óperas
- Morana op. 14 (1928–30)
- Ero s onoga svijeta (Ero el bromista) op. 17 (1933–35)
- Kamenik  op. 23 (1939–44; UA 1946)
- Mila Gojsalića op. 28 (1948–51; UA 1952)
- Đerdan  op. 30 (1954–55)
- Dalmaro op. 32 (1958; UA 1964)
- Stanac  op. 33 (1959)
- Petar Svačić. Opera-Oratorij (opera oratorio op. 35 (1969; 1971)